# Hipólito de Atenas

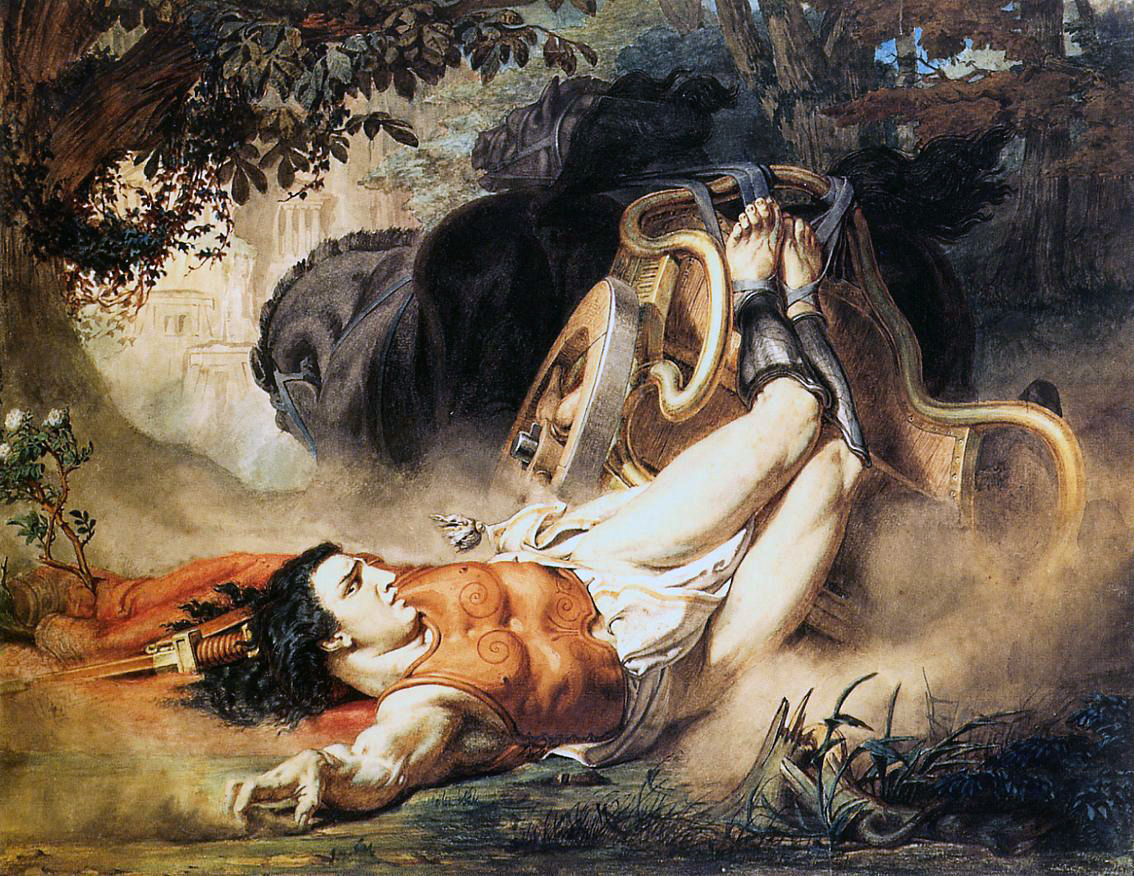
A morte de Hipólito por Lawrence Alma-Tadema (1836–1912).

Hipólito (em grego:  Ἱππόλυτος; "libertador dos cavalos"), na mitologia grega, é o filho de Teseu e de Hipólita. Sua queda nas mãos de Afrodite é narrada de maneira mais famosa pelo dramaturgo Eurípides, embora outras versões, às vezes diferentes, da história também tenham sobrevivido.

## Etimologia
O significado do nome de Hipólito é ironicamente ambíguo. Ἱππό se traduz como "cavalo", e o elemento -λυτος (de λύω "soltar, destruir") sugere o adjetivo λυτός, -ή, -όν "que pode ser desfeito, destruído." Seu nome, portanto, assume o significado profético "destruído por cavalos".

## Premissa do mito
Hipólito é um caçador e desportista que sente nojo de sexo e casamento. Em consequência, ele adora escrupulosamente Ártemis, a virgem caçadora, e se recusa a honrar Afrodite. Ofendida por essa negligência, Afrodite faz com que Fedra, a madrasta de Hipólito, se apaixone por ele; Hipólito rejeita os avanços de Fedra, colocando eventos em movimento que o levaram à morte em uma queda de sua carruagem.

## Hipólito em Eurípides
A tragédia de Eurípides, Hipólito, descreve a morte do herói homônimo após um confronto com sua madrasta Fedra, a segunda esposa de Teseu. Amaldiçoada por Afrodite, Fedra se apaixona tão ardentemente por Hipólito que fica fisicamente doente e decide acabar com seu sofrimento por meio do suicídio. Sua enfermeira tenta salvá-la revelando o segredo a Hipólito e encorajando-o a retribuir. Hipólito responde apenas com horror e nojo, humilhando Fedra. Em desespero, e não querendo admitir o verdadeiro motivo de acabar com sua vida, ela se enforca e deixa um bilhete para Teseu acusando seu filho de estuprá-la. Teseu, furioso, usa um dos três desejos dados a ele por Poseidon, seu pai, para amaldiçoar Hipólito, que fugiu do palácio para ir caçar. Poseidon envia um monstro marinho para aterrorizar os cavalos da carruagem de Hipólito, que se tornam incontroláveis e arremessam seu mestre para fora do veículo. Enredado nas rédeas, Hipólito é arrastado até à morte. Ártemis reconcilia pai e filho dizendo a Teseu que Fedra estava mentindo, e conforta Hipólito moribundo com a promessa de torná-lo sujeito da prática religiosa para que sua memória viva para sempre. Ela atribui a um bando de donzelas de Trozen a tarefa de preservar a história de Fedra e Hipólito em uma canção ritual.

### Hipólito como Vírbio e sua vida após a morte
Pausânias conta uma história de Hipólito que difere da versão apresentada por Eurípides.
Hipólito foi ressuscitado por Asclépio; uma vez revivido, ele se recusou a perdoar Teseu e foi para a Itália e se tornou o rei dos arcos, batizando uma cidade em homenagem a Ártemis. Ele governou como "Vírbio" de dentro do santuário de Diana. (O santuário proibia a entrada de cavalos, e é por isso que se acredita que ele viveu lá.) A história de Hipólito é diferente de Eurípides porque o traz de volta dos mortos para viver sua vida na Itália, onde Eurípides o conecta permanentemente ao seu túmulo.
Como resultado, um culto cresceu em torno de Hipólito, associado ao culto de Diana. Seu culto acreditava que Ártemis pediu a Asclépio para ressuscitar o jovem, já que ele havia jurado castidade a ela. Seguidores do culto de Hipólito cortam uma mecha de cabelo para dedicar a ele sua castidade antes do casamento.